# Matías Barboza
Matías Barboza, vollständiger Name Matías Barboza Andrade, (* 12. Januar 1993 in Tacuarembó) ist ein uruguayischer Fußballspieler.

## Karriere
Der 1,69 Meter große Mittelfeld- bzw. Defensivakteur Barboza wurde in der Spielzeit 2013/14 mit dem Tacuarembó FC Meister der Segunda División und trug dazu mit 14 Zweitligaeinsätzen (kein Tor) bei. In der Saison 2014/15 wurde er 18-mal (kein Tor) in der Primera División eingesetzt. Nach dem Abstieg am Saisonende kam er in der Zweitligaspielzeit 2015/16 viermal (kein Tor) in der Liga zum Einsatz. Während der Saison 2016 stehen zehn Zweitligaeinsätze (kein Tor) für ihn zu Buche.